# Łukasz Kosakiewicz
Łukasz Kosakiewicz (ur. 19 września 1990 w Szczecinie) – polski piłkarz grający na pozycji bocznego obrońcy lub pomocnika.

## Kariera piłkarska
Wychowanek Energetyka Gryfino, w którego barwach występował w sezonie 2008/2009 w IV lidze. Następnie był graczem trzecioligowej Regi Trzebiatów i w rundzie wiosennej sezonu 2010/2011 drugoligowych Czarnych Żagań, w których rozegrał 12 meczów. W 2011 wrócił do Energetyka Gryfino i w sezonie 2011/2012 wywalczył z nim awans do III ligi. W 2013 był zawodnikiem grającego w klasie A Hetmana Grzybno i trzecioligowej Drawy Drawsko Pomorskie (w rundzie jesiennej sezonu 2013/2014).
W latach 2014–2015 był zawodnikiem w Błękitnych Stargard Szczeciński, w barwach których rozegrał w II lidze 42 mecze i strzelił cztery bramki. W sezonie 2014/2015 dotarł z Błękitnymi do półfinału Pucharu Polski – w pierwszym meczu 1/2 finału z Lechem Poznań (3:1) zdobył gola, natomiast w spotkaniu rewanżowym z poznańskim zespołem (1:5 pd.) otrzymał w 28. minucie czerwoną kartkę. W latach 2015–2017 występował w Chojniczance Chojnice, będąc jej podstawowym graczem. W sezonie 2015/2016 rozegrał w I lidze 29 meczów i zdobył pięć goli (był obok Pawła Zawistowskiego najlepszym strzelcem Chojniczanki), natomiast w sezonie 2016/2017 wystąpił w 29 meczach i strzelił cztery bramki. W trakcie gry w Chojniczance, w styczniu 2017 przebywał na testach w niemieckim trzecioligowym SC Paderborn 07. W tym samym miesiącu zainteresowana jego pozyskaniem była także Jagiellonia Białystok, jednak do transferu nie doszło. Nie przedłużył wygasającego z końcem czerwca 2017 kontraktu z Chojniczanką.
Na początku lipca 2017 podpisał dwuletnią umowę z opcją przedłużenia o rok z Koroną Kielce. W Ekstraklasie zadebiutował 17 lipca 2017 w przegranym meczu z Zagłębiem Lubin (0:1), w którym w 11. minucie zmienił kontuzjowanego Daniego Abalo. Pierwszego gola w najwyższej klasie rozgrywkowej strzelił 22 lipca 2017 w zremisowanym meczu z Legią Warszawa (1:1). Bramka ta – przelobowanie wysuniętego bramkarza Legii Arkadiusza Malarza w 85. minucie i doprowadzenie do remisu – została wybrana najładniejszym golem 2. kolejki Ekstraklasy. Wysokie noty zebrał za występ w rewanżowym spotkaniu z Legią Warszawa (25 listopada 2017; 3:2), w którym zagrał przez pełne 90. minut i zanotował asysty przy bramkach Soriano i Jacka Kiełba. Po meczu tym po raz pierwszy został wybrany do najlepszej jedenastki kolejki Ekstraklasy oraz otrzymał nominację do tytułu najlepszego gracza 17. serii spotkań. O ile w rundzie jesiennej wystąpił w 20 z 21 meczów ligowych, o tyle w rundzie wiosennej nie pojawiał się na boisku już tak często i sezon 2017/2018 zakończył ostatecznie z 28 spotkaniami na swoim koncie.
W sezonie 2019/20 wystąpił w pierwszej kolejce PKO Bank Polski Ekstraklasy, wchodząc na ostatni kwadrans w wyjazdowym meczu z Rakowem Częstochowa, ale po kilku dniach został przesunięty do rezerw kieleckiego klubu. 
31 lipca podpisał kontrakt z Widzewem Łódź. Do łódzkiego klubu przeszedł na zasadzie transferu definitywnego. 

## Statystyki
| Sezon                    | Klub                          | Kraj   | Rozgrywki   | Mecze | Bramki |
| ------------------------ | ----------------------------- | ------ | ----------- | ----- | ------ |
| 2008/2009                | Energetyk Gryfino             | Polska | IV liga     |       |        |
| 2009/2010                | Rega Trzebiatów               | Polska | III liga    | 30    | 0      |
| 2010/2011 (j)            | Rega Trzebiatów               | Polska | III liga    | 15    | 1      |
| 2010/2011 (w)            | Czarni Żagań                  | Polska | II liga     | 12    | 0      |
| 2011/2012                | Energetyk Gryfino             | Polska | IV liga     |       |        |
| 2012/2013 (j)            | Energetyk Gryfino             | Polska | III liga    | 15    | 2      |
| 2012/2013 (w)            | Hetman Grzybno                | Polska | Klasa A     |       |        |
| 2013/2014 (j)            | Drawa Drawsko Pomorskie       | Polska | III liga    | 17    | 2      |
| 2013/2014 (w)            | Błękitni Stargard Szczeciński | Polska | II liga     | 13    | 2      |
| 2014/2015                | Błękitni Stargard Szczeciński | Polska | II liga     | 29    | 2      |
| 2015/2016                | Chojniczanka Chojnice         | Polska | I liga      | 29    | 5      |
| 2016/2017                | Chojniczanka Chojnice         | Polska | I liga      | 29    | 4      |
| 2017/2018                | Korona Kielce                 | Polska | Ekstraklasa | 28    | 1      |
| 2018/2019                | Korona Kielce                 | Polska | Ekstraklasa | 25    | 0      |
| 2019/2020                | Korona Kielce                 | Polska | Ekstraklasa | 1     | 0      |
| 2019/2020                | Widzew Łódź                   | Polska | II liga     | 33    | 0      |
| 2020/2021                | Widzew Łódź                   | Polska | I liga      | 5     | 0      |
| Stan na 30 września 2020 |                               |        |             |       |        |